# Brook Lopez
Ne doit pas être confondu avec Robin Lopez, son frère jumeau.
Pour les articles homonymes, voir Lopez.
Brook Robert Lopez, né le 1er avril 1988 à North Hollywood en Californie, est un joueur américain de basket-ball évoluant au poste de pivot dans l'équipe des Clippers de Los Angeles.

## Biographie

### Carrière universitaire
Au lycée, puis chez les Stanford Cardinal de l'université Stanford, il joue aux côtés de son frère jumeau, Robin Lopez. Tous deux se présentent à la draft 2008.

### Carrière professionnelle

#### Nets du New Jersey/Brooklyn (2008-2017)
Brook est choisi en 10e position par les Nets du New Jersey, où il effectue une bonne première saison, étant nommé dans la NBA All-Rookie Team à la fin de la saison 2008-2009.
En 2013, il est sélectionné pour son premier NBA All-Star Game.
Le 26 juin 2015, il choisit de devenir free agent et donc de pouvoir signer où il souhaite. Le 1er juillet 2015, il reste aux Nets avec qui il signe un contrat de 60 000 000$ sur 3 ans.

#### Lakers de Los Angeles (2017-2018)
Le 22 juin 2017, il est échangé avec Kyle Kuzma, 27e choix de la draft 2017 de la NBA aux Lakers de Los Angeles contre D'Angelo Russell et TimofeÏ Mozgov.

#### Bucks de Milwaukee (2018-2025)
Le 8 juillet 2018, il rejoint les Bucks de Milwaukee où il signe un contrat de 3,4 millions de dollars sur un an. Avec les Bucks, il termine la saison à la première position de la conférence Est et participe aux playoffs NBA 2019. Après avoir éliminé les Pistons de Détroit au premier tour et les Celtics de Boston au second tour, les Bucks affrontent les Raptors de Toronto en finale de conférence. Lors du premier match, Lopez réalise son meilleur match des playoffs avec 29 points à 12/21 (dont 4/11 à trois points), 11 rebonds et 4 contres et permet à son équipe de remporter le match 1.
Lopez remporte le titre NBA avec les Bucks lors de la saison 2020-2021.
Lopez se blesse au dos lors de la première rencontre de la saison 2021-2022. Cette blessure nécessite une opération qui se déroule en décembre 2021.
Brook Lopez prolonge aux Bucks en juillet 2023 via un contrat de 48 millions de dollars sur deux saisons.

#### Clippers de Los Angeles (depuis 2025)
Agent libre à l'été 2025, Lopez signe avec les Clippers de Los Angeles pour deux ans et 18 millions de dollars.

## Statistiques

### Universitaires
| Saison    | Équipe   | Matchs | Titul. | Min./m | % Tir | % 3pts | % LF | Rbds/m. | Pass/m. | Int/m. | Ctr/m. | Pts/m. |
| --------- | -------- | ------ | ------ | ------ | ----- | ------ | ---- | ------- | ------- | ------ | ------ | ------ |
| 2006-2007 | Stanford | 26     | 19     | 25,7   | 49,7  | 20,0   | 68,9 | 6,23    | 0,73    | 0,35   | 1,88   | 13,08  |
| 2007-2008 | Stanford | 27     | 26     | 30,7   | 46,8  | 0,0    | 78,9 | 8,19    | 1,37    | 0,59   | 2,07   | 19,30  |
| Total     | Total    | 53     | 45     | 28,2   | 48,0  | 14,3   | 76,1 | 7,23    | 1,06    | 0,47   | 1,98   | 16,25  |

### Professionnelles

#### Saison régulière
| Champion NBA |

Légende :
gras = ses meilleures performances
| Saison        | Équipe        | Matchs | Titul. | Min./m | % Tir | % 3pts | % LF | Rbds/m. | Pass/m. | Int/m. | Ctr/m. | Pts/m. |
| ------------- | ------------- | ------ | ------ | ------ | ----- | ------ | ---- | ------- | ------- | ------ | ------ | ------ |
| 2008-2009     | New Jersey    | 82     | 75     | 30,5   | 53,1  | 0,0    | 79,3 | 8,11    | 1,05    | 0,54   | 1,84   | 13,02  |
| 2009-2010     | New Jersey    | 82     | 82     | 36,9   | 49,9  | 0,0    | 81,7 | 8,65    | 2,28    | 0,67   | 1,70   | 18,80  |
| 2010-2011     | New Jersey    | 82     | 82     | 35,2   | 49,2  | 0,0    | 78,7 | 5,95    | 1,57    | 0,57   | 1,46   | 20,40  |
| 2011-2012*    | New Jersey    | 5      | 5      | 27,2   | 49,4  | 0,0    | 62,5 | 3,60    | 1,20    | 0,20   | 0,80   | 19,20  |
| 2012-2013     | Brooklyn      | 74     | 74     | 30,5   | 52,1  | 0,0    | 75,8 | 6,92    | 0,95    | 0,45   | 2,08   | 19,42  |
| 2013-2014     | Brooklyn      | 17     | 17     | 31,4   | 56,3  | 0,0    | 81,7 | 6,00    | 0,94    | 0,53   | 1,76   | 20,71  |
| 2014-2015     | Brooklyn      | 72     | 44     | 29,2   | 51,3  | 10,0   | 81,4 | 7,43    | 0,69    | 0,60   | 1,75   | 17,17  |
| 2015-2016     | Brooklyn      | 73     | 73     | 33,7   | 51,1  | 14,3   | 78,7 | 7,85    | 2,01    | 0,79   | 1,70   | 20,56  |
| 2016-2017     | Brooklyn      | 75     | 75     | 29,6   | 47,4  | 34,6   | 81,0 | 5,37    | 2,35    | 0,51   | 1,65   | 20,52  |
| 2017-2018     | L.A. Lakers   | 74     | 72     | 23,4   | 46,5  | 34,5   | 70,3 | 3,97    | 1,70    | 0,41   | 1,32   | 12,99  |
| 2018-2019     | Milwaukee     | 81     | 81     | 28,7   | 45,2  | 36,5   | 84,2 | 4,89    | 1,21    | 0,63   | 2,21   | 12,46  |
| 2019-2020     | Milwaukee     | 68     | 67     | 26,7   | 43,5  | 31,4   | 83,6 | 4,59    | 1,46    | 0,68   | 2,40   | 11,96  |
| 2020-2021     | Milwaukee     | 70     | 70     | 27,2   | 50,3  | 33,8   | 84,5 | 4,96    | 0,71    | 0,57   | 1,47   | 12,27  |
| 2021-2022     | Milwaukee     | 13     | 11     | 23,0   | 46,6  | 35,8   | 87,0 | 4,08    | 0,46    | 0,62   | 1,15   | 12,38  |
| 2022-2023     | Milwaukee     | 78     | 78     | 30,4   | 53,1  | 37,4   | 78,4 | 6,67    | 1,27    | 0,47   | 2,47   | 15,88  |
| 2023-2024     | Milwaukee     | 79     | 79     | 30,5   | 48,5  | 36,6   | 82,1 | 5,20    | 1,60    | 0,50   | 2,40   | 12,50  |
| 2024-2025     | Milwaukee     | 80     | 80     | 31,8   | 50,9  | 37,3   | 82,6 | 5,00    | 1,80    | 0,60   | 1,90   | 13,00  |
| Total         | Total         | 1105   | 1065   | 30,3   | 49,7  | 35,2   | 79,7 | 6,10    | 1,50    | 0,60   | 1,90   | 15,90  |
| All-Star Game | All-Star Game | 1      | 0      | 10,6   | 0,0   | 0,0    | 75,0 | 5,00    | 3,00    | 0,00   | 0,00   | 3,00   |

Note: * Cette saison a été réduite de 82 à 66 matchs en raison du Lock out.

Dernière modification le 2 juillet 2025

#### Playoffs
| Saison | Équipe    | Matchs | Titul. | Min./m | % Tir | % 3pts | % LF  | Rbds/m. | Pass/m. | Int/m. | Ctr/m. | Pts/m. |
| ------ | --------- | ------ | ------ | ------ | ----- | ------ | ----- | ------- | ------- | ------ | ------ | ------ |
| 2013   | Brooklyn  | 7      | 7      | 37,6   | 47,2  | 100,0  | 88,6  | 7,43    | 1,43    | 0,86   | 3,00   | 22,29  |
| 2015   | Brooklyn  | 6      | 6      | 38,9   | 49,4  | 0,0    | 82,5  | 9,00    | 0,83    | 0,67   | 2,17   | 19,83  |
| 2019   | Milwaukee | 15     | 15     | 29,2   | 45,5  | 29,3   | 82,8  | 5,47    | 1,40    | 0,40   | 1,87   | 11,20  |
| 2020   | Milwaukee | 10     | 10     | 32,8   | 53,5  | 39,6   | 75,0  | 5,50    | 0,50    | 1,00   | 1,30   | 15,80  |
| 2021   | Milwaukee | 23     | 23     | 29,0   | 54,8  | 31,9   | 86,0  | 5,87    | 0,26    | 0,74   | 1,48   | 12,96  |
| 2022   | Milwaukee | 12     | 12     | 27,7   | 49,0  | 21,4   | 91,3  | 5,92    | 0,67    | 0,50   | 1,50   | 10,58  |
| 2023   | Milwaukee | 5      | 5      | 36,3   | 58,2  | 41,2   | 76,9  | 6,40    | 1,20    | 1,40   | 1,80   | 19,00  |
| 2024   | Milwaukee | 6      | 6      | 33,4   | 58,7  | 43,5   | 53,3  | 4,30    | 1,80    | 0,00   | 1,30   | 17,70  |
| 2025   | Milwaukee | 5      | 4      | 14,8   | 36,4  | 26,7   | 100,0 | 1,60    | 0,80    | 0,20   | 1,00   | 5,00   |
| Total  | Total     | 89     | 88     | 30,5   | 51,3  | 33,1   | 82,8  | 5,80    | 0,90    | 0,60   | 1,70   | 14,10  |

Dernière mise à jour le 2 juillet 2025

## Records sur une rencontre en NBA
Les records personnels de Brook Lopez en NBA sont les suivants, :
| Type de statistique        | Saison régulière | Saison régulière        | Saison régulière  | Playoffs | Playoffs           | Playoffs         |
| Type de statistique        | Record           | Adversaire              | Date              | Record   | Adversaire         | Date             |
| -------------------------- | ---------------- | ----------------------- | ----------------- | -------- | ------------------ | ---------------- |
| Points                     | 39               | 2 fois                  | 2 fois            | 36       | Heat de Miami      | 24 avril 2023    |
| Paniers marqués            | 17               | @ Mavericks de Dallas   | 28 février 2012   | 14       | Hawks d'Atlanta    | 1er juillet 2021 |
| Paniers tentés             | 28               | 2 fois                  | 2 fois            | 23       | Heat de Miami      | 24 avril 2023    |
| Paniers à 3 points réussis | 8                | @ Nuggets de Denver     | 11 novembre 2018  | 4        | 4 fois             | 4 fois           |
| Paniers à 3 points tentés  | 15               | Nets de Brooklyn        | 29 décembre 2018  | 11       | Raptors de Toronto | 15 mai 2019      |
| Lancers francs réussis     | 14               | Thunder d'Oklahoma City | 1er décembre 2010 | 8        | 2 fois             | 2 fois           |
| Lancers francs tentés      | 17               | Thunder d'Oklahoma City | 1er décembre 2010 | 12       | Hawks d'Atlanta    | 25 avril 2015    |
| Rebonds offensifs          | 10               | 2 fois                  | 2 fois            | 8        | Bulls de Chicago   | 4 mai 2013       |
| Rebonds défensifs          | 14               | Spurs de San Antonio    | 3 décembre 2014   | 11       | Nets de Brooklyn   | 13 juin 2021     |
| Rebonds totaux             | 20               | Bobcats de Charlotte    | 13 avril 2009     | 14       | 2 fois             | 2 fois           |
| Passes décisives           | 9                | @ Pistons de Détroit    | 26 mars 2018      | 3        | 4 fois             | 4 fois           |
| Interceptions              | 4                | 6 fois                  | 6 fois            | 3        | 2 fois             | 2 fois           |
| Contres                    | 9                | Nets de Brooklyn        | 9 mars 2023       | 7        | @ Bulls de Chicago | 25 avril 2013    |
| Balles perdues             | 7                | 5 fois                  | 5 fois            | 4        | @ Bulls de Chicago | 27 avril 2013    |
| Minutes jouées             | 53               | Thunder d'Oklahoma City | 1er décembre 2010 | 51       | @ Bulls de Chicago | 27 avril 2013    |

- Double-double : 161 (dont 11 en playoffs)
- Triple-double : 0

Dernière mise à jour : 6 avril 2025

## Palmarès

### En club
- Champion de la NBA en 2021
- Champion de la Conférence Est de la NBA en 2021

### Distinctions personnelles
- Sélectionné au NBA All-Star Game 2013.
- NBA All-Defensive First Team en 2023.
- NBA All-Defensive Second Team en 2020.
- NBA All-Rookie Team en 2009.
- Meilleur marqueur de l'histoire de la franchise des Nets du New Jersey/Nets de Brooklyn avec 10 444 points

### Universitaires
- Third-team All-American – AP, NABC (2008)
- First-team All-Pac-10 (2008)
- McDonald's All-American (2006)
- Third-team Parade All-American (2006)

## Salaires
| Année       | Équipe      | Salaire       |
| ----------- | ----------- | ------------- |
| 2008-2009   | New Jersey  | 2 098 560 $   |
| 2009-2010   | New Jersey  | 2 225 880 $   |
| 2010-2011   | New Jersey  | 2 413 320 $   |
| 2011-2012   | New Jersey  | 3 076 983 $   |
| 2012-2013   | Brooklyn    | 13 668 750 $  |
| 2013-2014   | Brooklyn    | 14 693 906 $  |
| 2014-2015*  | Brooklyn    | 15 719 063 $  |
| 2015-2016   | Brooklyn    | 20 000 000 $  |
| 2016-2017   | Brooklyn    | 21 165 675 $  |
| 2017-2018   | L.A. Lakers | 22 642 350 $  |
| 2018-2019   | Milwaukee   | 3 382 000 $   |
| 2019-2020   | Milwaukee   | 12 093 024 $  |
| 2020-2021   | Milwaukee   | 12 697 675 $  |
| 2021-2022   | Milwaukee   | 13 302 325 $  |
| Total Gains | Total Gains | 159 179 511 $ |
| 2022-2023   | Milwaukee   | 13 906 976 $  |

Note : * Pour la saison 2014-2015, le salaire moyen d'un joueur évoluant en NBA est de 4 500 000 $.

## Vie privée
Lopez a trois frères : Chris, Alex et Robin. Alex a joué au basket-ball à l'université pour Washington et Santa Clara et en tant que professionnel au Japon, en Nouvelle-Zélande et Espagne. À partir de juillet 2019, son frère jumeaux Robin le rejoint aux Bucks de Milwaukee, ensemble ils forment le duo de pivots de l'équipe.

## Pour approfondir
- Liste des joueurs en NBA ayant joué plus de 1 000 matchs en carrière.
- Liste des meilleurs marqueurs en NBA en carrière.
- Liste des meilleurs contreurs en NBA en carrière.